# Richie Cole (musicien)
Pour les articles homonymes, voir Cole.
Richie Cole, né à Trenton près de New York le 29 février 1948 et mort le 2 mai 2020, est saxophoniste alto américain. 

## Biographie
Proche des styles de Charlie Parker, Phil Woods et Sonny Criss, Richie Cole a joué avec le chanteur Eddie Jefferson dans les années 1970. Il pratique un bebop vigoureux et plein de joie.

## Discographie

### Comme leader
- Alto Madness (1976)
- Trenton Makes, the World Takes (Progressive, 1976)
- Starburst (Adelphi, 1976) avec Reuben Brown Trio
- Battle of the Saxes (Muse, 1976)  avec Eric Kloss
- New York Afternoon (Muse, 1977) avec Eddie Jefferson
- Alto Madness (Muse, 1978) avec Eddie Jefferson
- Keeper of the Flame (Muse, 1979) avec Eddie Jefferson
- Hollywood Madness (Muse, 1979) avec Eddie Jefferson, The Manhattan Transfer
- Side by Side (Muse, 1980) avec Phil Woods
- Cool 'C'  (Muse, 1981)
- Tokyo Madness (Seven Seas/King [Japon], 1981)
- Alive! at the Village Vanguard (Muse, 1981)
- Return to Alto Acres avec Art Pepper (Palo Alto, 1982)
- The 3 R's with Red Rodney, Ricky Ford (Muse, 1982)
- The Wildman Meets the Madman avec Bobby Enriquez (GNP Crescendo, 1982)
- Yakety Madness! avec Boots Randolph (Palo Alto, 1983)
- Alto Annie's Theme (Palo Alto, 1983)
- Some Things Speak For Themselves (Muse, 1983)
- Bossa Nova Eyes (Palo Alto, 1985)
- Pure Imagination (Concord Jazz, 1986)
- Popbop (Milestone, 1987)
- Signature (Milestone, 1988)
- Bossa International avec Hank Crawford (Milestone, 1990)
- Profile (Heads Up, 1993)
- Kush: The Music of Dizzy Gillespie (Heads Up, 1996)
- West Side Story (Venus [Japon], MusicMasters, 1996)
- Richie & Phil & Richie (1998)
- Trenton Style (Jazz Excursion, 1998)
- Pure Madness (32 Jazz, 1999) compilation
- Come Sunday (Jazz Excursion, 2000)
- A Tribute to Our Buddies (Fresh Sound, 2004)
- Back on Top (Jazz Excursion, 2005)
- A Piece of History (Jazz Excursion, 2006)
- Rise's Rose Garden (Jazz Excursion, 2006)
- The Man with the Horn (Jazz Excursion, 2007)
- Live at KUVO 2/11/08 (Jazz Excursion, 2008)
- Bebop Express (Jazz Excursion, 2008)
- The KUVO Sessions, Volume 2 (Jazz Excursion, 2009)
- Castle Bop avec Emil Viklicky (Multisonic, 2011)
- Vocal Madness avec Uptown Vocal Jazz Quartet (House Cat, 2014)
- Breakup Madness (Akashic, 2014)
- Mile Hi Madness (Akashic, 2015)
- Pittsburgh (Richie Cole Presents, 2015)
- Plays Ballads and Love Songs (Richie Cole Presents, 2016)
- Have Yourself an Alto Madness Christmas (Richie Cole Presents, 2016)
- The Many Minds of Richie Cole (Richie Cole Presents, 2017)[2],[3],[4]
- Latin Lover (Richie Cole Presents, 2017)
- Cannonball (Richie Cole Presents, 2018)
- The Keys of Cool (Richie Cole Presents, 2019) avec Tony Monaco